# Новоникольское сельское поселение (Мордовия)
Новоникольское се́льское поселе́ние — муниципальное образование в Ельниковском районе Мордовии Российской Федерации.
Административный центр — село Новоникольское.

## История
Статус и границы сельского поселения установлены Законом Республики Мордовия от 1 декабря 2004 года № 97-З «Об установлении границ муниципальных образований Ельниковского муниципального района, Ельниковского муниципального района и наделении их статусом сельского поселения и муниципального района».

## Население
| 2002 | 2010 | 2012 | 2013 | 2014 | 2015 | 2016 |
| ---- | ---- | ---- | ---- | ---- | ---- | ---- |
| 667  | ↘454 | ↘418 | ↘402 | ↘391 | ↘377 | ↘351 |
| 2017 | 2018 | 2019 | 2020 | 2021 |      |      |
| ↘335 | ↘329 | ↘311 | ↘302 | ↘298 |      |      |

## Состав сельского поселения
| № | Населённый пункт | Тип населённого пункта       | Население |
| - | ---------------- | ---------------------------- | --------- |
| 1 | Муравлянка       | деревня                      | ↘104      |
| 2 | Новоникольское   | село, административный центр | ↘163      |
| 3 | Софьино          | село                         | ↘187      |